# Levin August von Bennigsen
Pour les articles homonymes, voir von Bennigsen.
Levin August Gottlieb Theophil (Leonty Leontievitch), comte von Bennigsen, né le 10 février 1745 à Brunswick dans la 
principauté de Brunswick-Wolfenbüttel et mort le 3 décembre 1826 à Banteln dans le royaume de Hanovre, était un officier allemand qui fut général russe pendant les guerres napoléoniennes.

## Biographie
Fils d'un colonel allemand et arrière-petit-fils du maréchal Hans Adam von Schöning, il sert d'abord comme page à la cour de Hanovre, puis comme capitaine à la bataille de Freiberg, dernière grande bataille de la guerre de Sept Ans.
Ruiné, il accepte l'offre de Catherine II de Russie et entre en 1773 à son service. Il est nommé commandant du régiment de cavalerie légère d'Isuni, brigadier des armées et général de cavalerie. Il reçoit ensuite le gouvernement du grand-duché de Lituanie. En obtenant de grands avantages sur les Polonais et les Perses (de 1788 à 1796), il est comblé de faveurs par l'impératrice Catherine la Grande.
Il sert ensuite en 1794, dans la guerre de la Russie contre la Pologne, y gagne de la réputation et reçoit, en octobre de la même année, l'ordre de Saint-Georges de troisième classe et une épée. Il est décoré peu après de l'ordre de Saint-Alexandre Nevski.
Le renversement d'alliance de la Russie au profit de la France de Bonaparte le fait tomber en disgrâce sous le règne de Paul Ier. Le comte de Benningsen est congédié du service. À l'instigation du gouvernement anglais, inquiet d'une entente entre la France et la Russie, il prend la tête de la conspiration qui va conduire à l'assassinat du Tsar. Après la mort de ce prince (1801) et l'avènement d'Alexandre Ier, fils de Paul Ier, mais aussi complice de l'assassinat de son père, Bennigsen reprend tout naturellement du service. Appelé au Gouvernement de la Lituanie, il se fixe à Wilna et y demeure jusqu'au commencement de la campagne contre les Français (1805). Chargé d'un commandement, il ne peut arriver à temps à la bataille d'Austerlitz. De retour en Russie, il est employé l'année suivante en Pologne, et après d'inutiles efforts pour couvrir Varsovie, se voit contraint de l'abandonner.
Le général Kamenski ayant été rappelé, Benningsen est nommé général en chef de l'armée russe et dirige les opérations de l'armée à la bataille de Pułtusk et à la sanglante bataille d'Eylau. Après ce second affrontement, il reçoit l'ordre de Saint-Georges, deuxième classe. Il commande les troupes russes à la bataille de Friedland, et est présenté à Napoléon Ier par l'empereur de Russie à la suite de l'entrevue de Tilsit. Il quitte alors l'armée.
En 1813, une coalition se réunit à nouveau contre Napoléon. Le commandement de l'armée russe est de nouveau confié à Benningsen. Davout s'étant renfermé dans Hambourg, avec des forces considérables, le général russe qui dirige les opérations de l'aile droite des alliés, s'approche de la ville et met en place le  blocus de la ville, mais il lui est impossible de forcer le général français à capituler. Lorsque Louis XVIII entre dans Paris, Davout quitte Hambourg que Benningsen occupe aussitôt. Pour cette action, il reçoit l'ordre de Saint-Georges, première classe.
Nommé général en chef d'une puissante armée sur les frontières de la Turquie ottomane, il est rappelé en Pologne et à Berlin pendant les Cent-Jours. Il retourne ensuite à son gouvernement du Sud de la Russie. Il se trouve à Tulzin, près de Hambourg en mai 1816 et y reçoit du roi de France la grand'croix de la Légion d'honneur.
Le comte de Benningsen s'éteint dans sa terre de Banteln, en Hanovre, le 3 octobre 1826, à l'âge de 81 ans.
Son fils Alexandre von Bennigsen (1809-1893) devint Premier ministre du Hanovre.

## Distinctions militaires
- 1807: ordre de Saint-André ;
- 15 septembre 1794 : ordre de Saint-Georges (3e classe) ;
- 27 décembre 1806 : ordre de Saint-Georges (2e classe) ;
- 22 juin 1814 : ordre de Saint-Georges (1re classe) ;
- 1794 : épée d'or « Pour bravoure » (avec diamants) ;
- 1794 : ordre de Saint-Vladimir (2e classe) ;
- 1812 : ordre de Saint-Vladimir (1re classe) ;
- 1798 : ordre de Saint-Alexandre Nevski ;
- 1796 : ordre de Sainte-Anne (1re classe) ;
- Ordre de l'Aigle noir (ordre prussien) ;
- Ordre des Guelfes (ordre hanovrien) ;
- Ordre de l'Éléphant (ordre danois) ;
- Ordre de la Légion d'honneur ;
- Ordre de l'Épée (1re classe) - ordre suédois) ;
- Ordre militaire de Marie-Thérèse (2e classe) - ordre autrichien).